# Lena Urzendowsky
Lena Friederike Urzendowsky, född den 16 februari 2000 i Berlin, är en tysk skådespelare.
Urzendowsky har bland annat medverkat i TV-serien Vi barn från Bahnhof Zoo där hon spelade Stella, en av huvudrollerna. I TV-serien Dark spelade hon karaktären Ines Kahnwald som ung. Hon har även medverkat i den prisade filmen Sound of Falling där hon spelade en av huvudrollerna, Angelika.
Hennes äldre bror Sebastian är också skådespelare.

## Filmografi (i urval)
- 2017–2020 – Dark (TV-serie)
- 2021 – Vi barn från Bahnhof Zoo (TV-serie)
- 2025 – Sound of Falling